# Peter Jackson
Sir Peter Robert Jackson (* 31. října 1961, Wellington, Nový Zéland) je novozélandský filmový režisér, producent a scenárista, trojnásobný držitel Oscara. Nejznámější je díky režírování trilogie Pán prstenů a Hobit natočené podle románu J. R. R. Tolkiena. Také je znám novým zpracováním filmu King Kong z roku 2005.

## Biografie

### Mládí
Narodil se 31. října 1961 v Pukerua Bay, pobřežním městě poblíž Wellingtonu na Novém Zélandu. Oba jeho rodiče byli imigranti z Anglie. Jako dítě byl velký filmový fanoušek. Když dal známý jeho rodičům 8 mm filmovou kameru, začal natáčet krátké filmy se svými kamarády.
V 17 letech zanechal školy a nechal se zaměstnat v jako pomocná síla ve fotolaboratoři. Když si za úspory koupil 16 mm kameru, začal natáčet sci-fi komedii, z které brzy v roce 1987 vznikl film Bad Taste – Vesmírní kanibalové. Jackson se pod film podepsal vícekrát – kromě režie, scénáře, produkce a kamery se zasloužil i o triky. Dalším filmem byla drsná loutková satira na zábavní průmysl Meet the Feebles (1989). Poté přišel Braindead – Živí mrtví (1992), který je považován za jeden z nejkrvavějších filmů v dějinách kinematografie.

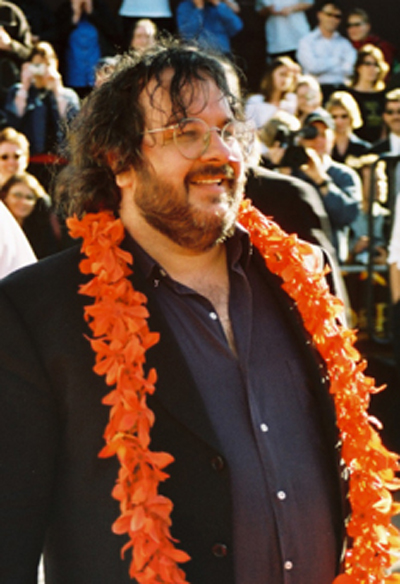
Peter Jackson při premiéře filmu Pán prstenů: Návrat krále v roce 2003

V následujících letech se pokusil vymanit se ze škatulky kultovního a nezávislého tvůrce krváků na vkusného a slavného filmaře. Prvním krokem bylo seriózní drama Nebeská stvoření (1994). Tento film vznikl na základě skutečné události, která se v 50. letech udála na Novém Zélandu. Dvě školačky se natolik sblížily, že začaly být podezřívané z lesbického vztahu. Jejich rodiče se proto rozhodli je od sebe odloučit. Děvčata (jednu z nich si zahrála Kate Winsletová) se proto rozhodla zavraždit matku jedné z nich. Film získal nominaci na Oscara v kategorii nejlepší scénář.
Další film Přízraky (1996) se stal pomyslným krokem do velkého filmového průmyslu – producentem mu byl Robert Zemeckis (režisér Návratů do budoucnosti a Forresta Gumpa). Je to příběh o trochu potrhlém mladíkovi, který se kamarádí s duchy a patřičně to využívá ve svůj finanční prospěch.

### Pán prstenů
Práva na filmování Tolkienova díla získal v roce 1997 poté, co se setkal s producentem Saulem Zaentzem. Nejdříve měl dělat dvoudílný film, poté byl nucen vměstnat celou trilogii do jednoho dílu, ale nakonec se dohodl se společností New Line Cinema, která si přála trilogii.
Intenzivní natáčení na Novém Zélandu probíhalo od 11. října 1999 do 22. prosince 2003. Trilogie zaznamenala velkolepý úspěch a jej osobně vysoko vyhoupla v žebříčku popularity. Návrat krále se setkal s nadšeným ohlasem kritiky a vyhrál jedenáct Oscarů, mezi kterými byl Oscar za nejlepší film a Oscar za nejlepší režii, díky kterým se Jackson stal jedním z pouze šesti lidí, kteří vyhráli Oscary za produkci, režii a scénář v témže roce. Film se stal prvním ve fantasy žánru, který vyhrál Oscara za nejlepší film, a také v pořadí druhé pokračování, které tuto cenu vyhrálo (první byl Kmotr II).

## Filmografie

### jako herec
| Rok  | Název                             | Role                                 | Poznámky            |
| ---- | --------------------------------- | ------------------------------------ | ------------------- |
| 1976 | The Valley                        | —                                    |                     |
| 1994 | Nebeská stvoření                  | asistent                             | cameo               |
| 1995 | Zapomenuté stříbro                | Sám sebe                             |                     |
| 1996 | Přízraky                          | Muž s piercingem                     | cameo               |
| 2001 | Pán prstenů: Společenstvo Prstenu | Albert Dreary / obraz Bunga Bagginse | cameo               |
| 2002 | Pán prstenů: Dvě věže             | bojovník                             | cameo               |
| 2003 | Pán prstenů: Návrat krále         | korzár                               | cameo               |
| 2003 | The Long and Short of It          | Řidič autobusu                       | krátkometrážní film |
| 2003 | Bogans                            | Sám sebe                             | krátkometrážní film |
| 2005 | King Kong                         | pilot dvouplošníku                   | cameo               |
| 2007 | Jednotka příliš rychlého nasazení | Ježíšek                              | cameo               |
| 2007 | Vincentův svět                    | Sám sebe                             | díl: „Gary's Desk“  |
| 2009 | Pevné pouto                       | Muž v lékárně                        | cameo               |
| 2012 | Hobit: Neočekávaná cesta          | Trpaslík                             | cameo               |
| 2013 | The Five(ish) Doctors Reboot      | Sám sebe                             | cameo               |
| 2013 | Hobit: Šmakova dračí poušť        | Albert Dreary                        | cameo               |
| 2014 | Hobit: Bitva pěti armád           | Obraz Bunga Bagginse                 | cameo               |
| 2018 | Smrtelné stroje                   | Pete                                 | cameo               |

### jako režisér
| Rok  | Název                                    |
| ---- | ---------------------------------------- |
| 1976 | The Valley                               |
| 1987 | Bad Taste – Vesmírní kanibalové          |
| 1989 | Meet the Feebles                         |
| 1992 | Braindead – Živí mrtví                   |
| 1994 | Nebeská stvoření                         |
| 1995 | Zapomenuté stříbro                       |
| 1996 | Přízraky                                 |
| 2001 | Pán prstenů: Společenstvo Prstenu        |
| 2002 | Pán prstenů: Dvě věže                    |
| 2003 | Pán prstenů: Návrat krále                |
| 2005 | King Kong                                |
| 2008 | Crossing the Line                        |
| 2008 | Over The Front: The Great War In The Air |
| 2009 | Pevné pouto                              |
| 2012 | Hobit: Neočekávaná cesta                 |
| 2013 | Hobit: Šmakova dračí poušť               |
| 2014 | Hobit: Bitva pěti armád                  |
| 2018 | Nikdy nezestárnou                        |
| 2021 | The Beatles: Get Back                    |
| —    | The Adventures of Tintin Sequel          |

### jako scenárista
| Rok  | Název                                    |
| ---- | ---------------------------------------- |
| 1976 | The Valley                               |
| 1987 | Bad Taste – Vesmírní kanibalové          |
| 1989 | Meet the Feebles                         |
| 1992 | Braindead – Živí mrtví                   |
| 1994 | Nebeská stvoření                         |
| 1995 | Zapomenuté stříbro                       |
| 1996 | Přízraky                                 |
| 1996 | Jack Brown Genius                        |
| 2001 | Pán prstenů: Společenstvo Prstenu        |
| 2002 | Pán prstenů: Dvě věže                    |
| 2003 | Pán prstenů: Návrat krále                |
| 2005 | King Kong                                |
| 2008 | Crossing the Line                        |
| 2008 | Over The Front: The Great War In The Air |
| 2009 | Pevné pouto                              |
| 2012 | Hobit: Neočekávaná cesta                 |
| 2013 | Hobit: Šmakova dračí poušť               |
| 2014 | Hobit: Bitva pěti armád                  |
| 2018 | Smrtelné stroje                          |

### jako producent
| Rok  | Název                                               |
| ---- | --------------------------------------------------- |
| 1976 | The Valley                                          |
| 1987 | Bad Taste – Vesmírní kanibalové                     |
| 1989 | Meet the Feebles                                    |
| 1992 | Valley of the Stereos                               |
| 1994 | Nebeská stvoření                                    |
| 1996 | Přízraky                                            |
| 1996 | Jack Brown Genius                                   |
| 2001 | Pán prstenů: Společenstvo Prstenu                   |
| 2002 | Pán prstenů: Dvě věže                               |
| 2003 | Pán prstenů: Návrat krále                           |
| 2003 | The Long and Short of It                            |
| 2005 | King Kong                                           |
| 2008 | Over The Front: The Great War In The Air            |
| 2009 | Pevné pouto                                         |
| 2009 | District 9                                          |
| 2011 | The Adventures of Tintin: The Secret of the Unicorn |
| 2012 | West of Memphis                                     |
| 2012 | Hobit: Neočekávaná cesta                            |
| 2013 | Hobit: Šmakova dračí poušť                          |
| 2014 | Hobit: Bitva pěti armád                             |
| 2018 | Nikdy nezestárnou                                   |
| 2018 | Smrtelné stroje                                     |
| 2021 | The Beatles: Get Back                               |
| —    | The Adventures of Tintin Sequel                     |

## Vyznamenání
- společník Řádu za zásluhy Nového Zélandu – 31. prosince 2001 – za služby filmu[3]
- rytíř-společník Řádu za zásluhy Nového Zélandu – 2010[4]
- Řád Nového Zélandu – 4. června 2012[5][6]